# Liste der Gouverneure von Kentucky

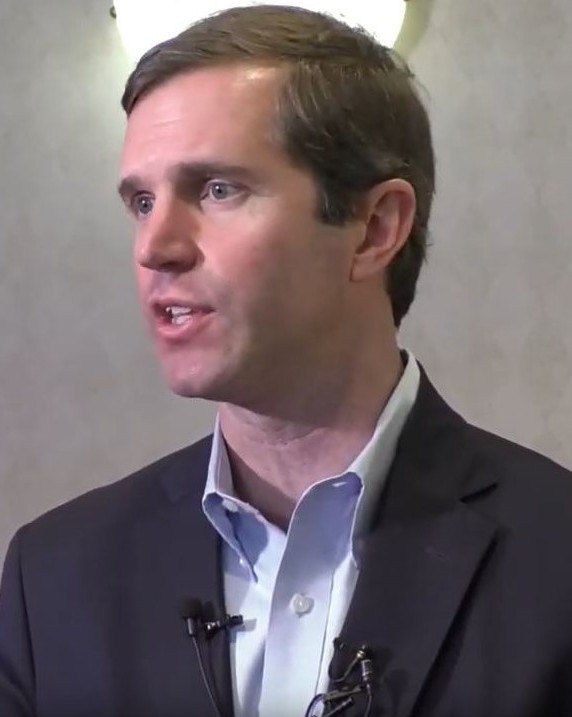
Andy Beshear, Gouverneur von Kentucky (2020)

Diese Liste führt alle Gouverneure des US-Bundesstaates Kentucky seit der Staatsgründung im Jahr 1792 auf.
| Name                          | Amtszeit  | Anmerkung             |
| ----------------------------- | --------- | --------------------- |
| Isaac Shelby                  | 1792–1796 | Democratic Republican |
| James Garrard                 | 1796–1804 | Democratic Republican |
| Christopher Greenup           | 1804–1808 | Democratic Republican |
| Charles Scott                 | 1808–1812 | Democratic Republican |
| Isaac Shelby                  | 1812–1816 | Democratic Republican |
| George Madison                | 1816–1816 | Democratic Republican |
| Gabriel Slaughter             | 1816–1820 | Democratic Republican |
| John Adair                    | 1820–1824 | Democratic Republican |
| Joseph Desha                  | 1824–1828 | Democratic Republican |
| Thomas Metcalfe               | 1828–1832 | Nationalrepublikaner  |
| John Breathitt                | 1832–1834 | Demokrat              |
| James Turner Morehead         | 1834–1836 | Nationalrepublikaner  |
| James Clark                   | 1836–1839 | Whig                  |
| Charles Anderson Wickliffe    | 1839–1840 | Whig                  |
| Robert Perkins Letcher        | 1840–1844 | Whig                  |
| William Owsley                | 1844–1848 | Whig                  |
| John Jordan Crittenden        | 1848–1850 | Whig                  |
| John Larue Helm               | 1850–1851 | Whig                  |
| Lazarus Whitehead Powell      | 1851–1855 | Demokrat              |
| Charles Slaughter Morehead    | 1855–1859 | Know-Nothing Party    |
| Beriah Magoffin               | 1859–1862 | Demokrat              |
| James Fisher Robinson         | 1862–1863 | Unionist              |
| Thomas Elliott Bramlette      | 1863–1867 | Unionist              |
| John Larue Helm               | 1867–1867 | Demokrat              |
| John White Stevenson          | 1867–1871 | Demokrat              |
| Preston Hopkins Leslie        | 1871–1875 | Demokrat              |
| James Bennett McCreary        | 1875–1879 | Demokrat              |
| Luke Pryor Blackburn          | 1879–1883 | Demokrat              |
| James Proctor Knott           | 1883–1887 | Demokrat              |
| Simon Bolivar Buckner         | 1887–1891 | Demokrat              |
| John Young Brown              | 1891–1895 | Demokrat              |
| William O’Connell Bradley     | 1895–1899 | Republikaner          |
| William Sylvester Taylor      | 1899–1900 | Republikaner          |
| William J. Goebel             | 1900–1900 | Demokrat              |
| John Crepps Wickliffe Beckham | 1900–1907 | Demokrat              |
| Augustus Everett Willson      | 1907–1911 | Republikaner          |
| James Bennett McCreary        | 1911–1915 | Demokrat              |
| Augustus Owsley Stanley       | 1915–1919 | Demokrat              |
| James Dixon Black             | 1919      | Demokrat              |
| Edwin Porch Morrow            | 1919–1923 | Republikaner          |
| William Jason Fields          | 1923–1927 | Demokrat              |
| Flem Davis Sampson            | 1927–1931 | Republikaner          |
| Ruby Laffoon                  | 1931–1935 | Demokrat              |
| Albert Benjamin Chandler      | 1935–1939 | Demokrat              |
| Keen Johnson                  | 1939–1943 | Demokrat              |
| Simeon Slavens Willis         | 1943–1947 | Republikaner          |
| Earle Chester Clements        | 1947–1950 | Demokrat              |
| Lawrence Winchester Wetherby  | 1950–1955 | Demokrat              |
| Albert Benjamin Chandler      | 1955–1959 | Demokrat              |
| Bertram Thomas Combs          | 1959–1963 | Demokrat              |
| Edward Thompson Breathitt     | 1963–1967 | Demokrat              |
| Louie Broady Nunn             | 1967–1971 | Republikaner          |
| Wendell Hampton Ford          | 1971–1974 | Demokrat              |
| Julian Morton Carroll         | 1974–1979 | Demokrat              |
| John Young Brown              | 1979–1983 | Demokrat              |
| Martha Layne Collins          | 1983–1987 | Demokrat              |
| Wallace Glenn Wilkinson       | 1987–1991 | Demokrat              |
| Brereton Chandler Jones       | 1991–1995 | Demokrat              |
| Paul E. Patton                | 1995–2003 | Demokrat              |
| Ernest Lee Fletcher           | 2003–2007 | Republikaner          |
| Steven Lynn Beshear           | 2007–2015 | Demokrat              |
| Matthew Griswold Bevin        | 2015–2019 | Republikaner          |
| Andrew Graham Beshear         | seit 2019 | Demokrat              |